# Luiz Duarte
Luiz Duarte da Rocha ou Luiz Duarte (Rio de Janeiro, 29 de fevereiro de 1956 - registrado no dia primeiro de março) é um dramaturgo, diretor e escritor brasileiro.

## Biografia
Luiz Duarte, dramaturgo e diretor, é um dos mais expressivos e premiados criadores brasileiros - Premio Jabuti de Literatura, Prêmio Mambembe, Prêmio Nacional de Dramaturgia Sobre a Questão do Negro - FUNDACEN. Suas obras vão da comédia ao drama, tanto para o público infanto-juvenil, quanto para o público adulto. Além da dedicação ao teatro, Luiz Duarte é roteirista e diretor de cinema e televisão, com dezenas de documentários produzidos - prioritariamente científicos, tendo escrito em parceria com Ruy Guerra e Gabriel Garcia Marques o argumento do filme "Luana" (que acabou não sendo produzido, pelo confisco monetário realizado no Brasil pelo ex-presidente Collor). Em 2010 Luiz Duarte lançou o filme de curta-metragem "O menino e o poeta" no qual pela primeira vez na história do cinema, a voz de uma pessoa já falecida foi recriada - no caso a voz do poeta Carlos Drummond de Andrade. Seu mais recente filme é o longa-metragem "Looping", até a presente data não lançado.
Luiz Duarte também é músico, cantor e compositor. Gravou o álbum independente ("Testemunho", 1979), e a partir de 1984 interrompeu a carreira musical por 20 anos, retomando-a com o espetáculo "Caetaneando, uma releitura de músicas de Caetano Veloso,. Como sequencia desse espetáculo produziu o espetáculo "Cantando por Elas" - uma mistura de música (show), teatro-dança, e audiovisual (com projeções fazendo parte da cena). As músicas são de Chico Buarque e os textos de Luiz Duarte.
No início dos anos 1980 Luiz Duarte liderou o Movimento do Disco Independente, participou da criação da COOMUSA, e produziu o primeiro show de "independentes" no Rio de Janeiro no Teatro Ipanema, e em seguida em São Paulo no Teatro Taib. Recentemente Luiz Duarte assumiu o nome artístico de "Luix" para o lançamento do seu primeiro "single" internacional Seven Billion (iTunes/Novembro 2012)
Além de dramaturgo, diretor, e músico, Luiz Duarte é um ativo ambientalista com uma extensa produção de documentários científicos, e um dos líderes no Brasil do Climate Reality. Atualmente todo o seu esforço ambiental é focado nas questões que envolvem o Aquecimento Global do Planeta.
Como educador, atuou como professor e empresário da educação com a sua escola "Quintal das Artes" durante a década de 1980, e foi o pioneiro no Brasil em utilizar o computador como ferramenta pedagógica na sala de aula.
Seu trabalho na televisão também é muito expressivo - durante os anos 1990 foi um dos sócios do CDT, por onde produziu mais de 300 programas de televisão sob o patrocínio do Ministério dos Transportes/SEST/SENAT. Atualmente trabalha na estruturação de sua própria emissora de televisão (e-Global TV) - projeto iniciado em 2012.
Poucos sabem que Luiz Duarte na juventude - apesar de já trabalhar com música e teatro, estudou Engenharia Química na Universidade Federal do Rio de Janeiro. Fascinado pelas aulas de química demonstrativa do Professor Vicente Gentil, acabou escrevendo o texto teatral Contos do Alquimista, com o ambiente iluminado pela reação do Luminol - espetáculo esse que lhe rendeu o Prêmio Mambembe de Teatro, na categoria de melhor autor do ano.
Atualmente Luiz Duarte, diretor-presidente da COMNIC (Commedia Nacional e Invenções Contemporâneas), finalizou seu longa-metragem (Looping), iniciando agora a fase de comercialização e divulgação.

## Roteiros Cinematográficos
- Brother Grimm, Brother Grimm (Irmão Grimm, Irmão Grimm) - longa
- Kroork - longa
- Os Econautas - longa
- Tekye - longa
- As aventuras de Tekye (seriado/roteiro + 19 argumentos)

## Prêmio Literário
- 1988: Prêmio JABUTI  de Literatura[3] (categoria Jannart Moutinho Ribeiro como autor com o livro Irmão Grimm, Irmão Grimm)

## Prêmios em Teatro
- 1987: Prêmio INACEN, mais tarde Prêmio FUNDACEN (categoria: "Melhores Espetáculos", autoria/direção: Luíz Duarte, produção: LD Produções Artísticas)[4]
- 1987: Prêmio MINC/Troféu Mambembe (categoria: "Autor" e "Revelação" Rio de Janeiro", "Irmão Grimm, Irmão Grimm")[5]
- 1988: Prêmio Nacional de Dramaturgia Sobre a Questão do Negro - FUNDACEN (Autor vencedor)[6]
- 1988: Prêmio APETESP (indicação na categoria "Dramaturgo")[7]
- 1988: PRÊMIO FUNDACEN-SP (categoria: "Melhor espetáculo" com “Irmão Grimm, Irmão Grimm” – Produtora: Grupo Pégaso da Cooperativa Paulista de Teatro)[5]
- 1988: Prêmio MINC/Troféu Mambembe-RJ (categoria: "Produtor Rio de Janeiro", com "Cinderela Chinesa" – Produtora: LD Produções Artísticas e Cinematográficas Ltda.)[5]
- 1989: Prêmio MINC/Troféu Mambembe-RJ (categoria: "Melhor Autor Rio de Janeiro", com "Contos de Alquimista")[5]
- 1989: Prêmio Coca-Cola de Teatro Infantil (categoria: "Melhor Autor" com "A Fuga do Planeta Kiltran")[5]

## Indicações a Prêmios
- Prêmio MINC - TROFÉU MAMBEMBE - 1987 (como Autor RJ com Irmão Grimm, Irmão Grimm)
- Prêmio MINC - TROFÉU MAMBEMBE - 1987 (como Produtor ou Empresário RJ pela LD Produções Artísticas com Irmão Grimm, Irmão Grimm)
- Prêmio MINC - TROFÉU MAMBEMBE - 1988 (como Autor RJ com Cinderela Chinesa)
- Prêmio MINC - TROFÉU MAMBEMBE - 1988 (como Autor SP com Irmão Grimm, Irmão Grimm)
- Prêmio MINC - TROFÉU MAMBEMBE - 1988 (como Cenógrafo SP e Américo Issa com Irmão Grimm, Irmão Grimm)
- Prêmio MINC - TROFÉU MAMBEMBE - 1989 (como Autor SP com Anathron)
- Prêmio MINC - TROFÉU MAMBEMBE - 1989 (como Figurinista RJ com Contos de Alquimista)
- Prêmio MINC - TROFÉU MAMBEMBE - 1989 (como Cenógrafo RJ com Contos de Alquimista)
- Prêmio MINC - TROFÉU MAMBEMBE - 1989 (como Prêmio Especial SP pela música de Anathron)
- Prêmio MINC - TROFÉU MAMBEMBE - 1989 (como Produtor ou Empresário RJ pela L. D. Produções Cinematográficas com Contos de Alquimista)